# Лялечки (телесеріал)
«Лялечки» («Лялечка», англ. Dollface) — американський комедійний телевізійний серіал, створений Джорданом Вайсом, прем'єра якого відбулася 15 листопада 2019 року на Hulu.
У січні 2020 року Hulu продовжила серіал на другий сезон, який вийшов 11 лютого 2022 року.
У травні 2022 року телесеріал було закрито після другого сезону.

## Сюжет
Серіал розповідає про «молоду жінку, яка — після того, як її кинув давній хлопець — повинна впоратися зі своєю власною уявою, щоб буквально і метафорично знову увійти у світ жінок і відродити жіночу дружбу, яку вона залишила»

## Актори та персонажі

### Головний склад
- Кет Деннінгс — Джулз Вайлі, жінка, яка працює вебдизайнером в оздоровчій компанії Woöm.
- Бренда Сонг — Медісон Максвелл, PR-експерта та найкращої подруги Джулз із коледжу, з якою вона нещодавно знову зустрілася.
- Шей Мітчелл — Стелли Коул, іншої найкращої подруги Джулз із коледжу, з якою вона нещодавно знову зустрілася.
- Естер Повіцкі — Іззі Левін, одна з колег Жюль у Вомі, яка подружилася з нею.

### Другорядний склад
- Бет Ґрант — жінка з котячою головою, яка є витвором уяви Джулз.
- Коннор Гайнс — Джеремі (1 сезон), колишній хлопець Джулз.
- Бріанна Гауї — Елісон Б., одна з колег Джулз у Woöm.
- Велла Ловелл — Елісон С. (сезон 1), одна з колег Джулз у Woöm.
- Малін Акерман — Селеста, генеральний директор Woöm
- Горан Вишнич — Колін (сезон 1), старший хлопець Медісон, лікар і чоловік Селести.
- Метью Грей Габлер — Вес, ветеринар та потенційний коханець Джулз.
- Джейсон Блер — Ліам (сезон 2), новий хлопець Іззі та старший бренд-директор у компанії під назвою Saaqq.
- Лілі Сінґ — Лів (сезон 2), власниця коктейль-бару Френка Сінатри, нове кохання Стелли та мати-одиначка з маленьким сином.
- Сантіна Муха — Скай (2 сезон), нова співробітниця Woöm.
- Овен Тіле — Q (сезон 2), новий співробітник Woöm.
- Люк Кук — Фендер (сезон 2), музикант, який стає новим коханням Джулз; його справжнє ім'я Джош
- Корінн Фокс — Рубі (сезон 2), менеджер відділу реабілітації та подруга з коледжу, через яку Джулз відчуває неспокій

Крім того, у другому сезоні Лінкольн Райхель знімається в ролі Бруно, маленького сина Лів.

### Гість
- Дейв Кульє в ролі самого себе (1 сезон).
- Haim — Лемон (сезон 1), подруга Стелли.
- Шеллі Генніґ — Рамона (1 сезон), сестра Джеремі
- Джої Лоуренс у ролі самого себе (1 сезон).
- Ритеш Раджан — Томас (1 сезон), кулінарний та культурний репортер.
- Тіа Каррере — Тереза(1 сезон), мати Стелли.
- Майкл Ангарано — Стів (сезон 1), стриптизер.
- Камілла Белль — Мелісса (1 сезон), дівчина Джеремі
- Маколей Калкін — Дена Геккета (сезон 1), чоловік, якого Стелла зустріла під час попередньої відпустки; Медісон звинувачує його у тому, що він вбивця.
- Дерек Телер — Раян (сезон 1), чоловік, якого Джулз любить.
- Бен Лоусон — Олівер (сезон 1), фотограф, за яким стежить Стелла.
- Марго Роббі — Імельда (1 сезон), духовний провідник.
- Крістіна Піклз — Сільвія Голдвін (1 сезон), феміністська ікона.
- Ніккі Рід — Бронвін (1 сезон), давня подруга Стелли.
- Шелбі Рабара — Люсі (сезон 2), колишня дівчина Веса.
- Поппі Лю — Lotus Dragon Bebe (сезон 2), творець еротичного контенту, який стає першим клієнтом Медісон
- Елайза Шлесінґер у ролі самої себе (2 сезон).
- Мікаела Конлін — Дельфіна (2 сезон).
- Челсі Фрей — Елісон Дж. (сезон 2), бренд-директор у компанії стилю життя Елісон Б. і Елісон С.
- Жиль Маріні — Річард (сезон 2).
- Натан Оуенс — Макс (сезон 2).
- Роззі в ролі себе (2 сезон).
- Bleachedi в ролі самих себе (2 сезон).
- Дженніфер Ґрей — Шерон Вайлі (сезон 2), мати Джулз.
- Кріс Вільямс — Андре (2 сезон), батько Рубі.
- Колтон Гейнс — Лукас (2 сезон), батько Бруно.
- Дон Старк — Крейг Вайлі (сезон 2), батька Джулз.
- Phantogram в ролі самих себе (2 сезон).

## Огляд сезонів
| Сезон | Епізоди | Епізоди | Оригінальний випуск | Оригінальний випуск |
| ----- | ------- | ------- | ------------------- | ------------------- |
| 1     | 10      | 10      | 15 листопада 2019   | 15 листопада 2019   |
| 2     | 10      | 10      | 11 лютого 2022      | 11 лютого 2022      |

## Виробництво

### Розробка
17 листопада 2017 року було оголошено, що компанія Hulu зробила пілотне замовлення. Серіал створив Джордан Вайс, який також мав написати сценарій для серіалу та виступити виконавчим продюсером разом зі Стефані Лейн, Марго Роббі, Бреттом Гедбломом, Браяном Анкелессом, Скоттом Морганом, Ніколь Кінг і Кет Деннінгс. Окрім продюсування, Лейнг також був призначений режисером пілотного епізоду. Виробничі компанії, які планували залучити до серіалу, включали LuckyChap Entertainment і Clubhouse Pictures.
2 листопада 2018 року було оголошено, що компанія Hulu замовила перший сезон із десяти епізодів. Повідомлялося, що серед додаткових виконавчих продюсерів — Айра Ангерлейдер, Том Акерлі та Метт Спайсер. Ангерлейдер також мав стати шоуранером серіалу, а Спайсер — режисером першого епізоду, замінивши Лейнга, оголошеного раніше. Очікувалося, що інші виробничі компанії, залучені до серіалу, включають ABC Signature Studios.

### Кастинг
Разом із оголошенням про пілотне замовлення 2 листопада 2018 року було підтверджено, що Кет Деннінгс відібрано на головну роль у серіалі 31 січня 2019 року було оголошено, що Бренда Сонг і Лекс Скотт Девіс приєдналися до головних ролей. 19 лютого 2019 року Естер Повіцкі приєдналася до акторського складу серіалу в головній ролі. 10 квітня 2019 року було оголошено, що Шей Мітчелл приєднався до акторського складу серіалу, замінивши Девіс. 4 червня 2019 року було оголошено, що Горан Вишнич приєднається до акторського складу в повторюваній ролі. У липні 2021 року Джейсон Блер, Корін Фокс і Люк Кук приєдналися до акторського складу в повторюваних ролях у другому сезоні. 17 вересня 2021 року Челсі Фрей отримала повторну роль у другому сезоні.

### Зйомки
Основні зйомки першого сезону завершилися 25 червня 2019 року. Зйомки другого сезону завершилися 15 жовтня 2021 року.